# حسین معلومی
میرحسین معلومی (زاده ۱۳۲۵ در رشت) بازیگر سینما و تلویزیون اهل ایران است.

## زندگی‌نامه
میرحسین معلومی سال ۱۳۲۵ در شهر رشت متولد شد. بازی در تئاتر را از دوران تحصیل و بازی در سینما را از سال ۱۳۵۴ با «مرد ناآرام» کاری از «سیروس قهرمانی» آغاز کرد.
- فعالیت در تلویزیون از ۱۳۵۰
- بازی در فیلم کوتاه «پیاده ۱۳۵۳)
- شروع بازیگری: فرمان (۱۳۶۱)
- فرصت سبز حیات (کوتاه- ۱۳۶۵)
- فیلم سیاه راه

## بازیگر

### تلویزیون
| سال       | نام                     | کارگردان                   | پخش از شبکه        |
| --------- | ----------------------- | -------------------------- | ------------------ |
| ۱۳۹۲      | تله‌فیلم «علمدار»        |                            |                    |
|           | مجموعه پرده عشق         | جمال شورجه                 |                    |
|           | نردبان آسمان            | حسین لطیفی                 |                    |
|           | قلب یخی (فصل دوم)       | حسین لطیفی                 |                    |
|           | آخرین اخطار             | پوریا جاویدپور             |                    |
|           | تله‌فیلم «کاوش»          | سیداحمد حسنی مقدم          |                    |
| ۱۳۸۵      | تا صبح                  | مجید جوانمرد               |                    |
| ۱۳۸۷      | طلاق در وقت اضافه       | محمدحسین لطیفی و مجید یاسر | شبکه تهران         |
| ۱۳۸۳      | محکومین                 | سید محسن یوسفی             | شبکه ۲             |
| ۱۳۸۱      | چشم‌های آبی زهرا         | علی درخشی                  | شبکه جهانی سحر     |
| ۱۳۷۷      | لاله‌های سرخ             | صفر اجلی                   |                    |
| ۱۳۷۵–۱۳۷۴ | دزدان مادربزرگ          | مهدی صباغ‌زاده              | شبکهٔ ۱ سیما        |
| ۱۳۷۵      | تله‌فیلم سرزمین ملائک    | علی غفاری                  | شبکه ۱             |
| ۱۳۷۴      | راهیان                  | علی بیابانی                | شبکه ۱ سیما        |
| ۱۳۷۱      | خاله سارا               | فرامرز باصری               | شبکهٔ ۱ سیما        |
| ۱۳۷۰      | فراموش‌خانه              | عبدالرضا نواب‌صفوی          | شبکهٔ ۱ سیما        |
| ۱۳۶۷–۱۳۷۰ | آینه عبرت               | محسن شاه‌محمدی              | شبکهٔ ۱ سیما        |
| ۱۳۶۹      | تلکس                    | فرامرز باصری               | سیمای برون‌مرزی     |
| ۱۳۶۹      | صبحگاه خونین            | فرامرز باصری               | شبکه ۱ سیما        |
|           | گزارش ده                |                            |                    |
| ۱۳۶۷      | ریشه در خاک             | مجید بهشتی                 | شبکه ۱ سیما        |
| ۱۳۶۵      | تله‌فیلم «فرصت سبز حیات» | مسعود رشیدی                | شبکه ۱ سیما        |
| ۱۳۶۵      | اغر بخیر                | مجید بهشتی                 | شبکه ۱ سیما        |
| ۱۳۵۶–۱۳۵۷ | دمی با ملا و عبید       | سعید نادری                 | تلویزیون ملی ایران |

### سینمایی
1. پایان‌نامه (۱۳۸۹)
2. وعده دیدار (۱۳۸۲)
3. شب بخیر غریبه (۱۳۸۰)
4. پنجه در خاک (۱۳۷۶)
5. خفاش (۱۳۷۶)
6. بالاتر از خطر (۱۳۷۵)
7. لیلی با من است (۱۳۷۴)
8. سازمان ۴ (۱۳۶۶)
9. ترن (۱۳۶۶) [۳]
10. گال (۱۳۶۵)
11. پلاک (۱۳۶۴)
12. پیک جنگل (۱۳۶۲)
13. فرمان (۱۳۶۰)
14. کوچ (فیلم) (۱۳۵۶)
15. مرد ناآرام (۱۳۵۴)

## با حضور افتخاری
1. عیاران و طراران (۱۳۶۴)